# Marie-Nicolas Saulnier de La Pinelais
Marie-Nicolas-Benoît Saulnier de La Pinelais, né le 9 octobre 1836 à Paris, et mort le 15 mars 1916 à Toulon, est un officier de marine, artiste peintre, aquarelliste et graveur français qui a obtenu le titre de peintre de la Marine en 1888.

## Biographie

### Carrière militaire
Après l'École polytechnique, il opte pour la Marine et devient aspirant de 1re classe en 1857, enseigne de vaisseau en 1859, lieutenant de vaisseau 2e classe en 1864 puis 1re classe en 1870. Il devient capitaine de frégate en 1879.

### Art
Marie Nicolas de La Pinelais était un membre de la Société des artistes français.